# 山南敬助
山南 敬助（やまなみ けいすけ / さんなん けいすけ、天保7年〈1836年〉- 元治2年2月23日〈1865年3月20日〉）は、江戸時代末期（幕末）の日本の武士・新選組隊士（副長、総長）。陸奥国仙台の出身とされる。諱は知信（とものぶ）。晩年は三南三郎を名乗っていた。
近藤勇らとともに新選組を結成する。当初は副長、後に総長を務めた。
屯所移転問題を巡り近藤や土方歳三と対立を深め、最終的に脱走したことで、新選組の隊規に違反したとして切腹とされているが、確たる文献や証明する歴史書等はなく、何故切腹にまで至ったか真相は謎である。
名字の「山南」読みについては「やまなみ」「さんなん」が考えられている。一般には「やまなみ」が広く知られているが、本人の署名に「三南」「三男」としたものがあるため、「さんなん」の可能性も高いと考えられている。

## 来歴

### 生年・出自・経歴
鵜殿鳩翁が文久3年（1863年）2月29日から3月2日の間に作成した『浪士姓名簿』の「山南敬助」の項に「二十八」と年齢が記載されていることから、逆算すると、山南の生年は「天保7年」である。菊地明（幕末史研究家）は、現存する他の3つの資料（『尽忠報国勇士姓名録（略称：勇士姓名録）』・『御掛役幷浪士連名控（略称：浪士連名控）』・『上京勇士姓名録』）にも、文久3年における山南の年齢は同じく「二十八歳」とあることから、「山南の生年が天保7年であること」は疑えない、と述べている。
江戸で近藤勇に出会う前の出自や経歴は不明である。「陸奥国仙台の出身」「北辰一刀流の免許皆伝」などとされる。

### 近藤との出会い
近藤勇の天然理心流剣術道場・試衛館に他流試合を挑み、相対した近藤に敗れる。このとき、近藤の腕前や人柄に感服し近藤を慕うようになり、以後は試衛館の門人と行動を共にするようになる。試衛館にはのちの新選組幹部となる土方歳三・沖田総司・永倉新八らが集っていた。文久元年（1860年）8月、府中六所宮で行われた近藤の天然理心流四代目就任披露の野試合に赤軍として参加。翌文久2年（1861年）正月には沖田とともに小野路に剣術教授に出張している。

### 壬生浪士組副長に
文久3年（1863年）2月、将軍警護と尊王攘夷を目的に清河八郎が浪士組を組織すると、山南は近藤らとこれに参加して上洛する。まもなく清河が攘夷実行を掲げて江戸に帰還することになると、これに反対した水戸藩浪士の芹沢鴨や近藤らは京都に残り、山南もこれに従った。この一隊が京都守護職を務めていた会津藩預かりとなって壬生浪士組を名乗るようになる。その後主導権争いから3月から4月にかけて殿内義雄と家里次郎が粛清され、これにより芹沢派と近藤派が壬生浪士組を牛耳ることになると、山南は近藤派の土方歳三とともに副長に就任した。3月6日、七言絕句に書いた。「牢落天涯志不空、尽忠唯一在刀中。何辞万里艱難路、早向皇州好奏功」。

### 岩城升屋事件
浪士組の流れを引く壬生浪士組は、本来は尊王攘夷を掲げて結成された組織だったが、会津藩預かりとなってからは不逞浪士の取締に専念するようになる。
文久3年（1863年）10月、将軍徳川家茂を警護するために大坂滞在中、高麗橋傍の呉服商・岩城升屋に不逞浪士数名が押し入る事件が起きた。山南は土方と岩城升屋に駆けつけ、激戦の末に不逞浪士を撃退した。この功により山南は松平容保から金8両を賜っている。
このとき山南が使った「摂州住人赤心沖光作」の銘が入った2尺8寸5分（約86.4センチメートル）の刀は、激しく刃こぼれして切っ先から1尺1寸（約33.3センチメートル）のところで折れている。この刀の押し型（刀の形を紙に写し取ったもの）は土方の手で小島鹿之助に送られ、現在も小島資料館で見ることができる（ただし展示品は模写）。大正13年（1924年）に刊行された『維新史蹟図説』は「鴻池別邸」としているが、この事件で山南は左腕を負傷したという。

### 新選組総長に
翌8月の八月十八日の政変に際した御所警固にも山南は出動し、その2日後に京都に潜伏する長州系浪士を土方らと斬っている。
翌9月には再度の主導権争いにより筆頭局長の芹沢と局長の新見が粛清され、壬生浪士組は近藤派によって統一された。その後の組織再編で山南は新設された総長となり、局長の近藤、副長の土方に次ぐ地位に就いたが、この事件以降、のちに脱走するまで山南の名は新選組の活動記録から消えてしまう。元治元年（1864年）6月5日の池田屋事件にも、山南は出動していない。永倉新八の手記『浪士文久報国記事』の同年6月26日の条には、山南が病気のために屯所に引き込んでいた旨が記されているものの、その消息は不明である。
同年11月、山南とは同門の北辰一刀流で、熱烈な尊王攘夷論者として学識も高かった伊東甲子太郎が新選組に入隊。伊東のために山南よりも上席の参謀を新設して迎えるという破格の待遇だったが、これで山南は幹部としての立場を失っていくことになった。

### 脱走と最期
元治2年（1865年）2月、山南は「江戸へ行く」と置き手紙を残して行方をくらませた。新選組の法度で脱走は切腹とされていた。近藤と土方は直ちに沖田を追っ手として差し向けた。沖田だけを派遣したのは、弟のように可愛がっていた彼ならば山南も抵抗しないだろうという、土方の思惑によるものといわれている。大津で沖田に追いつかれた山南はそこで捕縛され、新選組屯所に連れ戻された。
脱走原因には諸説ある。西本願寺侍臣西村兼文によれば、山南を追い詰めたのは屯所移転問題だったという。新選組は隊士が増えて壬生村が手狭になったことから屯所を京都市内の西本願寺に移したが、これには西本願寺は勤王色が濃いうえに長州藩毛利家とも近い関係にあるという背景が介在した。近藤はあえてその西本願寺に屯所を移してこの地を抑え、将来禍根となりうる芽を摘んでしまおうと考えたのである。勤王の志が強い山南はこれに強く反対したが、近藤や土方は全く取り合わず、こののち山南は新選組との決別を意識するようになったという。
伊東や、試衛館以来の親交があった永倉からは再度の脱走を勧められるが、山南は死の覚悟を決めていた。なお、山南が馴染みにしていた島原の遊女・明里が永倉の配慮により、死の間際にある山南のもとに駆けつけて今生の別れを告げたと伝わるが、その永倉本人の手記『新選組顛末記』や『浪士文久報国記事』には明里についての記述が一切なく、現在では子母沢寛による創作の可能性が高いと考えられている。
元治2年（1865年）2月23日切腹。介錯は山南の希望により沖田がこれを務めた。享年30。その最期を近藤は「浅野内匠頭でも、こう見事にはあい果てまい」と賞賛したという。墓は京都の壬生屯所近くの光縁寺にある。
伊東は、山南の死を悼んで4首を詠んだ。

## 人物
その心優しく温厚な性格から山南は壬生の女性や子供たちから慕われており、その界隈には「親切者は山南・松原」という言葉が明治のはじめ頃まで伝わっていた。また、隊士からも「サンナンさん」と呼ばれ、親しまれていたという。『新選組遺聞』には「芹沢などと違い、隊内の者にも、壬生界隈の人たちにも評判が良かった」という旨の記述がある。
八月十八日の政変に際して御所警備に出動するとき、近藤や土方がすでに甲冑に身を包んでいるのに対し、山南には甲冑が調達されなかったことにいたく立腹したという逸話も伝わっているが、このときは親しかった松原忠司になだめられている。
文武両道の人としても知られ、新選組の援助者だった小島鹿之助は「武人にして文あり」と評している。新選組に対する酷評で知られる西本願寺の西村兼文も、『壬生浪士始末記』で山南を「少しく時理の弁えある者（少しは物事の筋道がわかる人）」と好評している。
壬生時代の新選組の幹部が宿所とした八木家の子だった八木為三郎によれば、「丈はあまり高くなく、色白の愛嬌のある顔」で、「子どもが好きで、どこで逢ってもきっと何か声をかけた」（『八木為三郎老人壬生話』）という。

## 山南忌
2004年、NHK大河ドラマ『新選組!』の人気から、埋葬された光縁寺や旧前川邸、壬生寺などに観光客が爆発的に増えた。2007年3月11日、旧前川邸界隈にて山南を弔う「山南忌」が行われ、山南が切腹した一室での焼香などの記念行事が催された。新選組隊士個人を弔う催しとしては、近藤勇・土方歳三・沖田総司・斎藤一に次いで5人目のものとなった。

## 演じた人
- 羅門光三郎 - 新撰組 第一部京洛風雲の巻(1952年)
- 加賀邦男 - 新選組鬼隊長(1954年)
- 伊達三郎 - 新選組始末記(1963年)
- 佐藤慶 - 新選組血風録 近藤勇(1963年)
- 大友柳太朗 - 幕末残酷物語(1964年)
- 早川研吉 - 新選組血風録 (テレビドラマ)(1965年)
- 中村梅之助 - 新選組 (1969年の映画)
- 河上一夫 - 燃えよ剣(1970年)
- 日下武史 - 新選組 (テレビドラマ)(1973年)
- 河原崎次郎 - 沖田総司 (1974年の映画)
- 渡辺文雄 - 燃えよ剣(1974年、舞台)
- 高橋長英 - 新選組始末記(1977年)
- 岸部一徳 - 壬生の恋歌(1983年)
- 横光克彦 - 燃えよ剣(1990年)
- 貞永敏 - 幕末純情伝(1991年)
- 三浦洋一 - 新選組血風録 (テレビドラマ)(1998年)
- うじきつよし - 新選組 (2000年の映画)
- 上山竜司 - 新撰組異聞PEACE MAKER（2003年）
- 井上倫宏 - 新撰組異聞PEACE MAKER（2003年、アニメ）
- 坂口哲夫 - 土方歳三 白の軌跡（2004年、アニメ）
- 堺雅人 - 新選組!（2004年）
- 羽場裕一 - 燃えよ剣(2004年、舞台)
- 中野英雄 - 実録 新選組（2006年）
- 吉谷光太郎 - 新撰組異聞PEACE MAKER（2007年、舞台）
- 飛田展男 - 薄桜鬼シリーズ(ゲーム、アニメ)(2008〜)
- 上杉輝 - 新撰組異聞PEACE MAKER（2009年、舞台）
- 聡太郎 - 新撰組異聞PEACE MAKER（2011年、舞台）
- 松下哲 - 新選組血風録 (テレビドラマ)(2011年)
- 竹尾一真 - 幕末奇譚SHINSEN5弍〜風雲伊賀越え〜(2013年)
- 輝馬 - ミュージカル薄桜鬼シリーズ　(2015〜)
- 安井順平 - 燃えよ剣(2021年)
- 松本保典 - 英傑大戦 (ゲーム)(2022年)
- 平川大輔 - Fate/Grand Order (ゲーム)(2022年)
- 永田崇人 - 君とゆきて咲く〜新選組青春録〜(2024年)

## 題材とした作品

### 小説
- 「新撰組 山南敬助」（童門冬二、新人物往来社、1975年、のち学陽書房人物文庫、2007年）

### ゲーム
- 薄桜鬼シリーズ　(2008年〜2023年)
- Fate/Grand Order (2015年～)

### 舞台
- 『TEAM NACS第10回公演 LOOSER～失い続けてしまうアルバム』（2004年） 演：戸次重幸

- ミュージカル薄桜鬼シリーズ(2013年〜2023年)